# Kamienna Góra
Kamienna Góra es una localidad y un municipio urbano, capital del distrito de Kamienna Góra, en el voivodato de Baja Silesia (Polonia), y sede de gobierno del municipio rural homónimo, aunque no se encuentra dentro de su superficie. Entre 1975 y 1988 formó parte del antiguo voivodato de Jelenia Góra. En 2011, según la Oficina Central de Estadística polaca, cubría una superficie de 18,04 km² y tenía una población de 20 444 habitantes.